# Hanavský pavilon

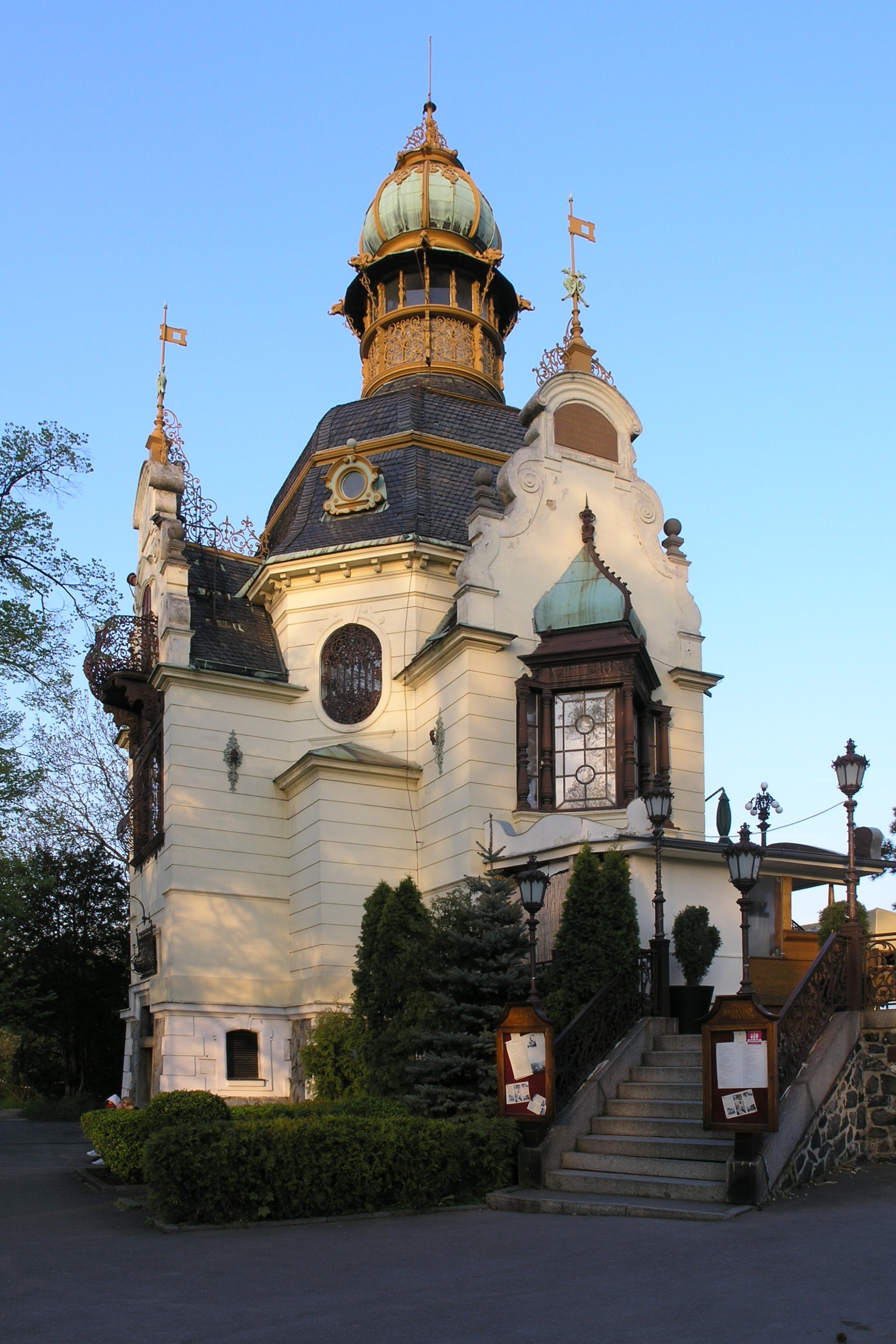
Hanavský pavilon

Hanavský pavilon – neobarokowa budowla, znajdująca się w parku Letenské sady w praskiej dzielnicy Holešovice. Żeliwna konstrukcja, projektu Otto Haisera, powstała z okazji czeskiej wystawy jubileuszowej w roku 1891, jako pawilon reprezentacyjny huty, której właścicielem był wówczas książę Wilhelm, 2. książę von Hanau-Hořovice (po czesku: Vilém Hanavský) – stąd nazwa obiektu. Jest to zarazem pierwsza budowla w Pradze powstała z żelaza, betonu i szkła.